# Heinrich von Tunna
Heinrich von Tunna más néven Heinrich Bart (?, 12. század – Akko, 1209. június 2.) a Német Lovagrend harmadik nagymestere.

## Élete
Türingiából való volt, német kereszteslovagként elment a Szentföldre és csatlakozott Acre-ban (Akkó) létrehozott Német Lovagrendhez. Annak 1206-tól lett nagymestere, s posztját haláláig ellátta. Otto von Kerpent követte.
Utódja szintén türingiai, Salzai Hermann, aki a lovagrend tevékenységi területét áthelyezi Európába, annak is a keleti felére, s ahol később meghódított néhány területet, ahol önálló államisággal egyenértékű hatalmat fog kiépíteni.
| Előző uralkodó: Otto von Kerpen | A Német Lovagrend nagymestere 1208 – 1209 | Következő uralkodó: Salzai Hermann |